# Жамбил (Меркенський район)
Жамби́л (каз. Жамбыл) — село у складі Меркенського району Жамбильської області Казахстану. Адміністративний центр Жамбильського сільського округу.
У радянські часи село називалось Джамбул.
Населення — 6861 особа (2021; 6633 у 2009, 6534 у 1999, 5430 у 1989).